# Cyclanthaceae
Ciklantusovke (lat. Cyclanthaceae), biljna porodica iz reda pandanolike (Pandanales). Ime je dobila po rodu ciklantus (Cyclanthus) koji je raširen po Srednjoj i sjeveru Južne Amerike a sastoji se od dviju vrsta zimzelenih trajnica. Drugi pozanti rod je karludovika (Carludovica), a pripadaju mu četiri, također američke vrste.
Ukupan broj vrsta u porodici je oko 230 u 12 rodova.

## Opis
To su jednosupne cvjetnice uglavnom bez stabljika, višegodišnje biljke slične palmama, drvenastih zeljastih grmova i penjačkih loza koje su rasprostranjene u Srednjoj Americi i tropskoj Južnoj Americi.
Biljke karakteriziraju listovi s paralelnim žilama, ponekad u obliku lepeze, često duboko račvasti i režnjeviti i mali, razdvojeni spolovi cvjetovi koji su gusto zbijeni duž osi štapićaste strukture zvane spadix. Svaki je spadiks okružen s nekoliko uočljivih ovojnica (strukture poput lista ili latica) koje obično padaju kako cvjetovi sazrijevaju. Cvjetovi su karakteristično raspoređeni ili u spiralne skupine od jednog ženskog okruženog s četiri muška cvijeta ili u naizmjenične čvorove muških i ženskih cvjetova.

## Rodovi
1. Familia Cyclanthaceae Poit. ex A. Rich. (230 spp.)
  1. Subfamilia Cyclanthoideae Burnett
    1. Cyclanthus Poit. (2 spp.)

  2. Subfamilia Carludovicoideae Harling
    1. Schultesiophytum Harling (1 sp.)
    2. Dicranopygium Harling (53 spp.)
    3. Ludovia Brongn. (3 spp.)
    4. Sphaeradenia Harling (54 spp.)
    5. Stelestylis Drude (4 spp.)
    6. Chorigyne R. Erikss. (7 spp.)
    7. Thoracocarpus Harling (1 sp.)
    8. Asplundia Harling (99 spp.)
    9. Carludovica Ruiz & Pav. (4 spp.)
    10. Dianthoveus Hammel & G. J. Wilder (1 sp.)
    11. Evodianthus Oerst. (1 sp.)